# Mårten Fredrik Scheffel
Mårten Fredrik Scheffel (adlad Stiernefelt), född 15 december 1700 i Wismar, död 11 juni 1782 i Stockholm, var en svensk överstelöjtnant och godsägare. Han var bror till konstnären Johan Henrik Scheffel.

## Biografi
Mårten Fredrik Scheffel var son till läkaren i Wismar, Martin Scheffel (1659–1754), och Catharina Keller (1671–1734). Han blev underofficer vid Skaraborgs infanteriregemente 1716 och vid artilleriet i Stockholm 1728 samt där underlöjtnant 1734 och kapten 1747. Han deltog i fälttågen i Skåne 1716, i Norge 1718, i Bohuslän 1719, vid Stockholm 1720 och vid Gävle 1721. Scheffel var även med i Finland på 1740-talet samt i Pommerska kriget 1756–1763. Han utnämndes till tygmästare vid artillerikommenderingen i Pommern 1758 samt vid Stockholmsstaten 1760 och lämnade som överstelöjtnant den militära banan 1764. Den 5 mars 1777 adlades han Stiernefelt och introducerades samma år.

### Privat
Scheffel var gift med Eva Magdalena Wallvik. Paret gick två söner: Claes Fredrik (1741–1803) och Carl Christian (1752–1820). Scheffel ägde godset Nässelsta (nuvarande Sjärnhov) i Gryts socken, Södermanlands län vilket han 1777, samma år som han adlats, lät bygga om efter ritningar av arkitekten Carl Wijnbladh. Vid Wijnblads nydaning fick gårdsbebyggelsen sin nuvarande gestalt.  Efter faders död övertogs godset av Scheffels yngre son, Carl Christian, som 1815 fick Kungl. Maj:ts tillåtelse att ändra namnet till Stjernehof, nuvarande Stjärnhovs säteri, som även gav tätorten Stjärnhov sitt namn.